# Antelao
Il monte Antelao (Nantelòu in dialetto cadorino, detto anche il Re delle Dolomiti), con i suoi 3264 m è la seconda cima delle Dolomiti,  e uno dei principali gruppi montuosi della  Provincia di Belluno (la prima per il rapporto tra altezza e sviluppo orizzontale dello zoccolo, che non supera i quattro chilometri di diametro).

## Descrizione

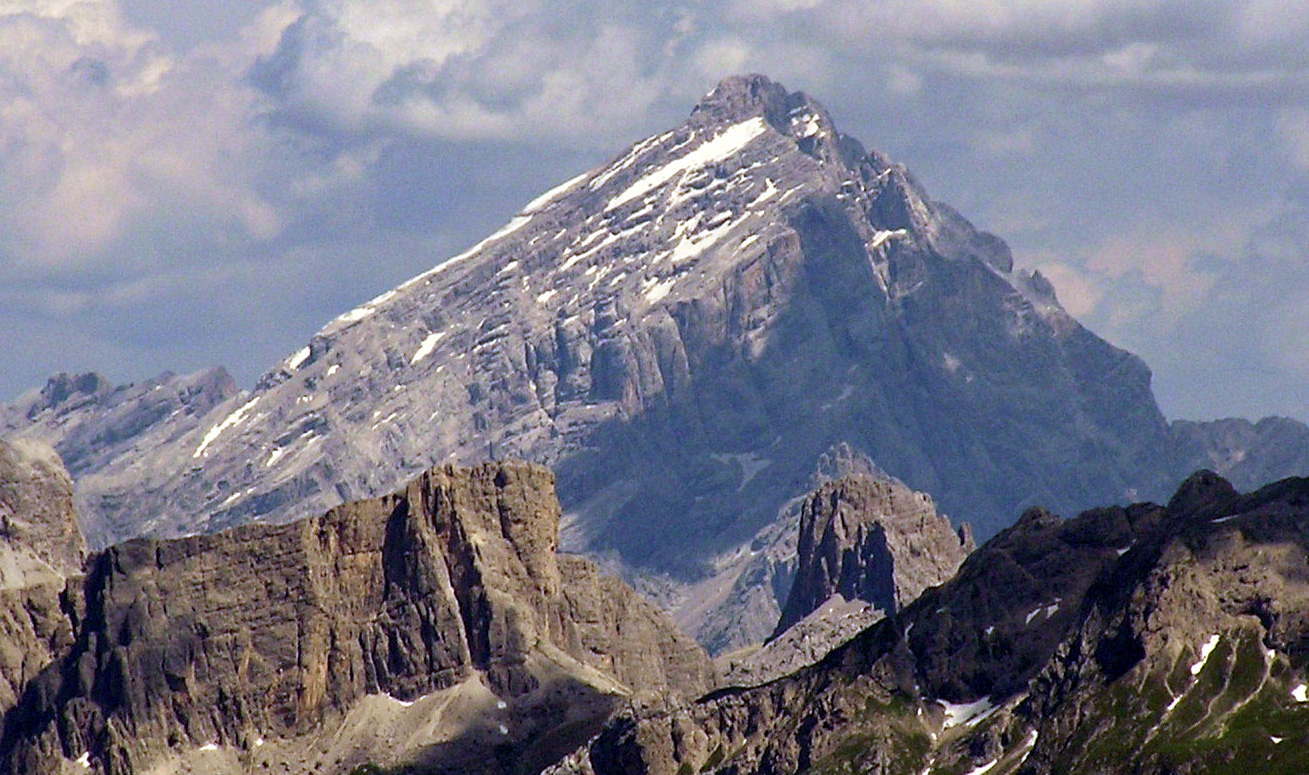
L'Antelao, Le Laste

Il Gruppo è formato da un massiccio centrale, sovrastato dal monte Antelao appunto, cui si affiancano, allineate da Ovest ad Est, la Punta Menini (3177 m), la Punta Chiggiato (3163 m) e la Cima Fanton (3142 m). Pur nella sua sostanziale unitarietà, la caratteristica e unica montagna, visibile da grande distanza, assume fisionomie diverse nei diversi versanti.
È la cima più alta e simbolo dell'intero Cadore, un poderoso insieme piramidale, articolato in gole e camini verticali in tutti i versanti. Il Gruppo racchiude due ghiacciai, il Superiore (detto anche Orientale, secondo per estensione nelle Dolomiti) e l'Inferiore (detto anche Occidentale) separati fra loro da uno sperone roccioso che si protende verso la val d'Oten e culminante nella dorsale delle Cime Cadin. Sono in forte regressione: nel 2010 il Superiore aveva una superficie di 27 ettari, l'Inferiore di appena 14 e alcune proiezioni scientifiche prevedono la loro totale scomparsa entro il ventunesimo secolo. Il Superiore ha arretrato la sua fronte di 106 metri nel periodo 1981-2009, l'Inferiore di ben 109 metri nello stesso periodo. Il loro ridimensionamento appare evidente anche leggendo la loro descrizione dataci da Antonio Berti.
I due ghiacciai si trovano quasi interamente nel comune di Calalzo di Cadore, comune che viene rifornito dalle loro acque. Un terzo ghiacciaio, il Cianpestrin, è completamente scomparso. Il versante meridionale è caratterizzato dal ripidissimo e profondo Valón dell'Antelao, ben visibile dal Monte Rite, quello occidentale dalla schiena di lastroni rocciosi detta Le Laste. Due belle valli scendono da Nord-Est, solcate da rivi glaciali: la già citata alta Val d'Oten e la Val Antelao, con i suoi rigogliosi e pianeggianti pascoli. Spesso la vetta, anche nelle giornate serene, è ricoperta da nuvole orizzontali ovvero, come dicono i cadorini, l'Antelao fuma la pipa.

### Area protetta
L'Antelao fa parte dell'area protetta “Antelao, Marmarole, Sorapis”, sito di interesse comunitario e zona di protezione speciale.

## Storia

### Fenomeni idrogeologici e la tragedia del 1814
Numerosi sono i fenomeni idrogeologici che nel corso dei secoli sono precipitati verso valle dal versante meridionale.
- Ricordi tramandati nei secoli ci rimandano al 1348 quando fu distrutto il leggendario villaggio di Villalonga, che si ritiene si estendesse da San Vito a Vodo di Cadore: la frana fu causata da un terribile terremoto, lo stesso che distrusse Lozzo di Cadore e causò gravissimi danni a Padola.
- Nel 1730 venne travolta la parte nord del paese di Borca di Cadore; i morti furono 52.
- Alcuni documenti, conservati presso questo stesso comune, descrivono una grande frana che il 7 luglio 1737 causò 30 morti e la completa distruzione della frazione Sala, in riva sinistra del Boite. La frana non risparmiò la Chiesa dei Santi Simone e Giuda né quella di San Canciano.
- Il 21 aprile 1814 tre frazioni, fra cui Taulèn e Marceana sulla riva destra del Boite, furono distrutte. I morti, si stima, furono 314. Fu la frana più disastrosa nella storia delle Dolomiti a memoria d'uomo e lasciò un segno indelebile nella storia del paese. Sopra Taulèn è sorta Villanova di Borca.
- Nel 1868 gravi danni alla frazione di Cancia e 12 morti. La stessa zona fu colpita da colate detritiche nel 1994 e nel 1996, con gravi danni alla stessa frazione ma senza alcun decesso.
- Nel luglio del 2009, 20000 m³ di fango e ghiaia causarono il decesso di 2 abitanti.
- Il 5 agosto 2015 una gigantesca frana di quasi 100000 m³ provocò ingenti danni al paese di San Vito di Cadore e causato la morte di 3 persone.

## Curiosità e leggende
Il panorama dalla vetta è grandioso. Se il cielo è terso si distinguono chiaramente il Mar Adriatico e la Laguna Veneta. Alcuni sostengono che anche da Venezia, affacciandosi sulla riva delle Fondamenta Nuove o dal cavalcavia che precede in Ponte della Libertà è possibile vedere il gruppo. Si ritiene che dal bacino meridionale dell'Antelao nascano le acque che vanno a formare il laghetto de la femenes.

### L'Antelao e la Samblana
Leggenda vuole che sull’Antelao viva Samblana, la principessa del bianco inverno.
Allontanata dai Maòi suoi sudditi, continuamente vessati per il desiderio di vestiti sempre più suntuosi, rimase a lungo confinata fra le montagne di vetro. Il suo lungo velo - intessuto d’argento, luce e albume d’uovo - e incastrato fra i ghiacci, le impediva di muoversi liberamente e così, ben presto, fu dimenticata da tutti. Pentita per la severità del proprio comportamento verso il suo popolo, fu un giorno raggiunta da due bambine, morte senza battesimo e in attesa di entrare nel regno dei cieli, che si offrirono di aiutarla. Con il tempo si unirono altre bambine, finché assieme riuscirono nell’intento di liberare Samblana e sollevare il suo pesantissimo strascico.
La principessa visitò allora le Tofane, la Marmolada e il ghiacciaio della Fradusta ma alla fine scelse come dimora Nantelou anche se, si narra, inizialmente abitasse nel bosco di Bajon dove possedeva un maestoso faggio presso una fonte magica. Ogni anno, quando a fine inverno veniva raggiunta da un numero di bambine sufficiente a trasportare il velo, ne congedava alcune regalando loro un pezzo di tessuto, con il quale potevano accedere all’agognato regno dei cieli. Un bel giorno arrivarono anche le gemelle Iemeles, che offrirono una stupenda pietra azzurra ed i propri servigi alla principessa, ma ormai non c’era più bisogno del loro aiuto, cosicché Samblana decise che sarebbero diventate le sue messaggere presso gli uomini.
Quando le si incontrano però, e succede specialmente la mattina presto quando i pascoli alpini sono bagnati dalla rugiada, non si deve dimenticare di salutarle con reverenza e gentilezza perché solo così esse avvisano dell’imminenza dei pericoli causati dalle terribili frane e temporali e mettono in guardia dai bategoi - ovvero dagli incantesimi - dello stregone Barba Gol e dall’arrivo della temutissima poiana. Quando infatti la poiana proietta sui pascoli la propria ombra, la gries - ovvero le pecore - corrono atterrite senza direzione e con il rischio di finire nei burroni, cosicché i pastori per scacciarla urlano forte e le deviano contro i raggi solari attraverso dei pezzi di ottone. Per lo scampato grave pericolo gli uomini sono soliti ringraziare le Iemeles indicando loro i luoghi dove nascono le fragole più buone.
Per aiutare gli uomini a superare l’inverno Samblana fece anche costruire, con la pietra azzurra, un misterioso specchio con il quale riusciva a deviare i raggi solari nei più sperduti angoli della valle: era questo il rai, il raggio azzurro della principessa. E creò anche il lago di Zigoliè, dove fece crescere le magiche cipolle con le quali era possibile allontanare Barba Gol e curarsi da diversi malanni. Quando il velo sarà ridotto a tal punto da non toccare più la neve, allora sarà giunto il tempo promesso e anche Samblana sarà libera di recarsi sulla sommità della montagna per entrare nel regno dei cieli, dove le anime beate delle bambine camminano nello splendore eterno oltre i nevai. Ma le Iemeles resteranno nel mondo e dovranno continuare ad avvisare gli uomini dei pericoli incombenti ancora per lungo tempo.

## Alpinismo

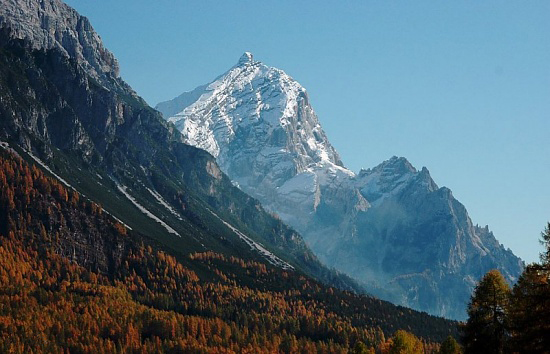
Antelao dalla val Boite

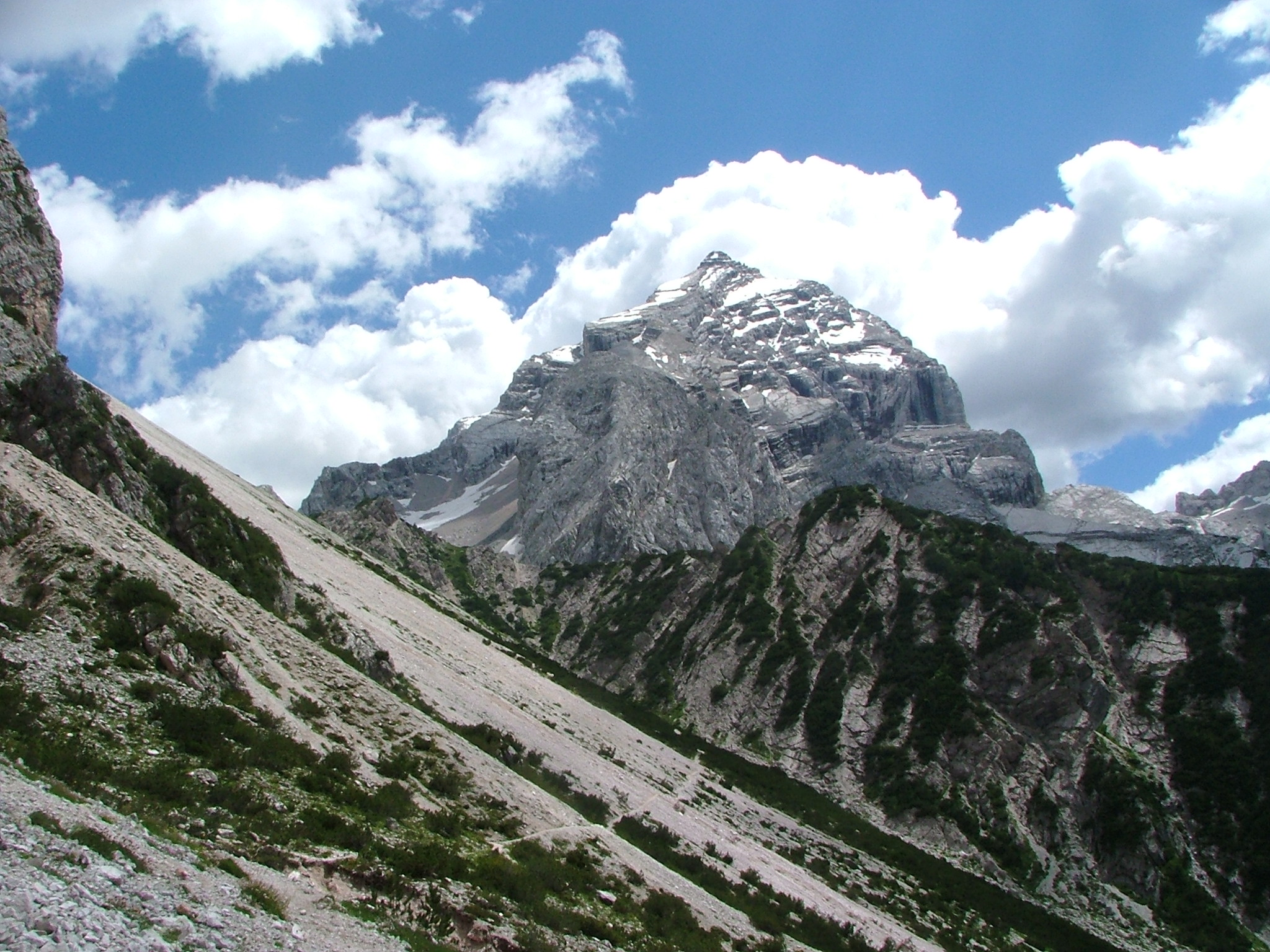
Antelao dai ghiaioni di S. Vito

La cima fu raggiunta per la prima volta nel 1850 dal cacciatore sanvitese Matteo Ossi, che ripeté l'impresa accompagnando l'austriaco Paul Grohmann, grande alpinista dell'epoca, in vetta nel 1863. John Ball nel 1857 sovrastimò le difficoltà nello scalare l'Antelao e preferì tentare la cima del Pelmo, compiendo così la prima classica salita sull'altro gigante cadorino. Per la sua storia alpinistica, l'Antelao è una montagna dell'Oltrechiusa e di San Vito di Cadore, anche nell'immaginario comune.
La storia alpinistica dell'Antelao è essenzialmente italiana, infatti poche sono le vie aperte da cordate straniere sulle sue pareti. Nel 1886 il Capitano Menini, con gli alpini Zandegiacomo, Carrara, Pordon e Toffoli, sale il canalone ghiacciato del versante nord fino alla più alta forcella di cresta (forcella Menini), poi raggiunge la vetta per la cresta est.
Qualche anno dopo, nel 1892, E. Artmann con la guida J. Innerkofler scala la cresta nord-ovest ma è nel 1898 che viene compiuta la più significativa impresa della Belle Epoque sull'Antelao da J. S. Phillimore, con A. G. S. Raynor e le guide A. Dimai, Z. Pompanin e M. Innerkofler. Essi scalano infatti lo sperone che si protende al centro della gigantesca bastionata della parete sud tracciando quella che diventa una delle più lunghe vie delle Dolomiti (1300 m circa).
Nel 1913 i fratelli Umberto e Luisa Fanton compiono la prima traversata del massiccio salendo dapprima la punta che porta il loro nome, poi traversando le altre due (Chiggiato e Menini) e raggiungendo la vetta per la via Menini.
L'attività alpinistica sull'Antelao subisce un'inflessione negativa a causa della prima guerra mondiale che imperversa a poca distanza e rimane scarsa per tutto il periodo tra le due guerre, infatti si registrano solo una diretta dal ghiacciaio inferiore, lungo la parete nord (Oliviero Mario Olivo, solo nel 1925), una salita di Walter Stosser nel 1930 con F. Schutt lungo lo spigolo ovest ed una salita per il canalone ghiacciato del ghiacciaio inferiore (O. Oppel, solo nel 1931).
È solo nel 1941, quando la Seconda Guerra Mondiale infiamma già tutta l'Europa che due alpinisti padovani compiono una grande impresa sulla parete sud-ovest dell'Antelao: si tratta di Antonio Bettella e Gastone Scalco che salgono la linea di diedri della parete sud-ovest a sinistra delle grandi placche gialle nei giorni 3-4-5-6-7 agosto, sotto il continuo imperversare di pioggia e bufere di neve. La scalata varrà la medaglia d'oro al valore atletico a Bettella e quella d'argento a Scalco (ma le medaglie non saranno consegnate fino alla morte di Scalco nel '99, postume). L'anno successivo Antonio Bettella torna sulla parete sud dell'Antelao e scala il grande camino, a sinistra del grande canalone che solca la muraglia, questa volta con Guerrino Barbiero ed i due tracciano una nuova e superba via di VI grado. Nello stesso mese di agosto del 1942 anche R. Petrucci-Smith e I. da Col tracciano una via di VI, la direttissima, sul grande pilastro che precipita sulla Val Rudan.
La guerra interrompe nuovamente ogni attività sulla montagna e, a parte alcune sporadiche salite sul lato est, a Cima Fanton, bisogna attendere gli anni sessanta e settanta per una significativa ripresa dell'attività alpinistica sull'Antelao: il 28 e 29 giugno del 1970 Enzo Cozzolino e Luciano Corsi scalano la parete sud della Punta Chiggiato salendo 700 m di VI grado con solo 7 chiodi. 
Non è tuttavia da dimenticare la terribile tragedia verificatasi nel 1960, che vede protagonista un gruppo di sette ragazzi e ragazze (la più giovane aveva solo 18 anni). Il 25 luglio partono da Villa Trieste e arrivano al Rifugio Galassi dove pernottano. Il giorno successivo, 26 agosto, attaccano la via normale. Nonostante la neve procedono abbastanza spediti, e, arrivati al Bivacco Cosi (circa 150 metri sotto la vetta), scrivono un paio di righe sul libro del rifugio d'emergenza. Poco dopo essere ripartiti incrociano la guida Gianni Bonafede, che è di ritorno con i clienti, che consiglia al gruppo di non proseguire tutti legati alla stessa cordata, come avevano evidentemente fatto fino a quel momento. Dopo aver raggiunto la cima (alle 13:00 circa), e aver fatto la meritata pausa, cominciano a scendere. All'altezza dell'uscita del Canalone Oppel, la probabile scivolata di uno dei sette ragazzi causa la caduta dell'intero gruppo per tutto il canale. L'orario della tragedia è fissato alle 14:00 dall'orologio da polso fermo di una ragazza, Rosalba Males. A sera, visto che non tornavano al loro alloggio, il gestore avverte il soccorso alpino. Il 27 luglio i soccorritori salgono la via normale con la speranza di trovarli nel bivacco, dove però non c'erano. Seguendo verso la vetta notano alcuni oggetti a terra e delle tracce senza sbocco. I carabinieri e il soccorso alpino li troveranno alla base del canalone, 600 metri più in basso, ancora tutti legati tra loro. Fino alla Valanga della Marmolada del 2022, rimase la tragedia alpinistica più grave avvenuta sulle Dolomiti. Il 26 luglio 2011, per volontà di Francesco Masetti, amico del gruppo che avrebbe dovuto partecipare alla scalata, viene sostituita la vecchia e rotta lapide a memoria dei sette ragazzi, spostandola dalla chiesetta al muro del Rifugio Galassi.
Successivamente il massiccio viene visitato da Renato Casarotto che apre una difficile via sulla lastronata nord del Monte Ciaudierona (scende direttamente in Val d'Oten, allora valutata VII, oggi parzialmente franata) e negli anni ottanta è rilevante l'attività degli alpinisti Riccardo Bee e Lorenzo Massarotto. Riccardo Bee apre almeno una via, certa, a destra della Bettella-Scalco, seguendo fessure al centro delle grandi placche gialle, ripete in prima solitaria la Bettella-Scalco e poi forse apre altre vie (via Carla?) di cui non sono pervenute notizie. Lorenzo Massarotto apre invece due itinerari, uno alla Cima Fanton, di cui non si sa nulla se non che sale un avancorpo e poi la parete (probabile VI+) ed un'altra via sul pilastro a sinistra del camino Bettella-Barbiero.
Negli ultimi anni si è assistito ad un proliferare di itinerari su tutte le pareti e le guglie del massiccio dell'Antelao ma le notizie riguardo ad essi rimangono scarse e le vie poco frequentate, in parte anche per il lungo accesso dalla Valle del Boite ed il conseguente ancor più lungo rientro.

### Itinerari

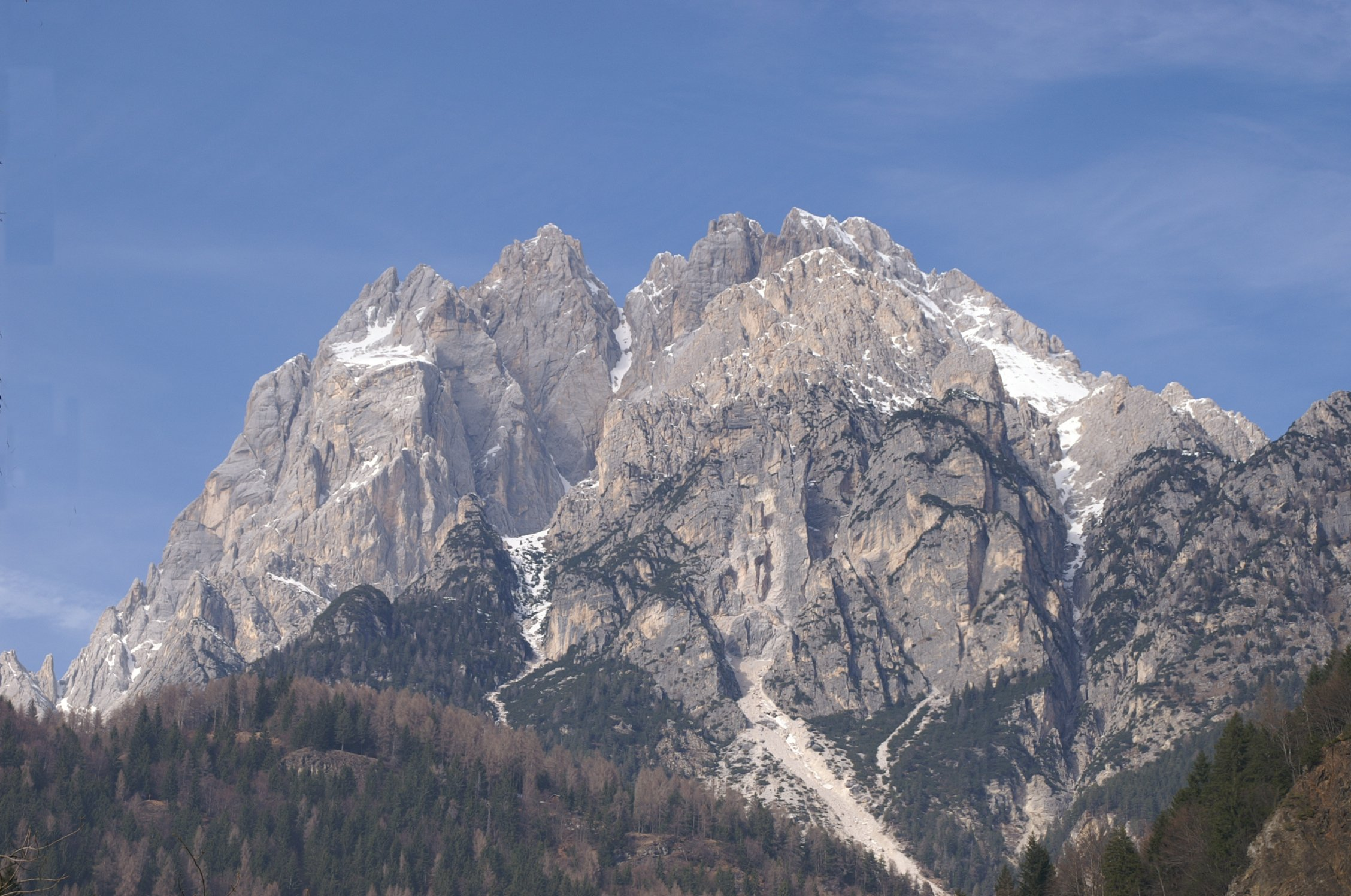
L'Antelao da Col Sant'Anna, Venas di Cadore

Salita cima Antelao - Via Normale, Cresta Nord:
- Punto di partenza: Forcella Piccola (2120 m), raggiungibile tramite sentiero CAI da San Vito di Cadore o dalla Val d'Oten.
- Punti di appoggio: Rifugio Galassi nei pressi della partenza. Il bivacco Piero Cosi (3114 m) nei pressi della cima, dichiarato inagibile nel 2011, è stato definitivamente distrutto da una frana del 12 novembre 2014.
- Difficoltà alpinistica: PD
- Tempo di salita: 4 ore
- Descrizione: da Forcella Piccola si risale su sentiero la costa erbosa dei Becett, giungendo rapidamente al circo glaciale della Bala. Si sale dapprima su ghiaione, al termine del quale si supera per roccette e cenge talvolta esposte e poco proteggibili il risalto roccioso che ci separa dalla cresta. Si risale quindi tutta la lunga cresta N, prima ampia e composta da lastroni di roccia inclinata, coperti di fastidioso ghiaino, poi, superato il bivacco Piero Cosi(ora franato e non ripristinato), prevalentemente di rocce rotte, con passaggi talvolta esposti ed insidiosi (III-) fino alla cima.

Discesa per il medesimo itinerario.
Il rifugio costituisce punto di appoggio per l'Alta via n. 4 e per l'Alta via n. 5.
Dal 2011 il CAI di Padova ha dichiarato inagibile il bivacco Piero Cosi, poi travolto dalla frana di novembre 2014 e ora scomparso. I canaloni ghiacciati che scendono dalla cresta sul versante nord, fino ai due piccoli ghiacciai, sono mete ambite e frequentate in quanto costituiscono un'eccezione nelle Dolomiti (fino a 55° il canalone Menini), la via Olivo invece è scarsamente presa in considerazione. Sul versante sud esistono numerosi itinerari di ogni difficoltà ma sono ben di rado ripetuti, anche per la mancanza di punti d'appoggio (il Bivacco Brunetta è stato distrutto da una valanga e rimane solo il Bus del Diau) e la conseguente lunghezza dell'avvicinamento. I più conosciuti sono:
- Via Bettella-Scalco, è la grande classica della sud dell'Antelao, supera una parete di 1000 m con difficoltà fino al VI grado e supera a sinistra la grande parete sotto il piccolo pianoro Pian del Lenzuó[1] raggiunto dalla via Phillimore, lungo una marcata linea di diedri e fessure;
- Via Bettella-Barbiero, si tratta del gigantesco camino (uno dei più lunghi e grandi delle Alpi) che taglia la parete sud della cima principale, a sinistra della Bettella-Scalco, la via sale 1000 m di camino uscendone in brevi tratti per evitare gli strapiombi e presenta difficoltà di V e VI;
- Via Stosser-Schutt o spigolo ovest, sale il crestone che scende verso San Vito ed è stata saltuariamente ripetuta, presenta passaggi di V e V+;
- Via Cozzolino-Corsi, sale direttamente per fessure e camini la parete sud della Punta Chiggiato, aperta con solo 7 chiodi e con difficoltà continue di V e VI grado;
- Via Petrucci-Smith "Direttissima", saltuariamente ripetuta, scala direttamente il pilastro che precipita nell'alta Val Rudan e viene definita come grandiosa per l'arrampicata e l'ambiente. Supera un dislivello di 700 m con difficoltà di V e passi di VI.

### Rifugi alpini
Rifugi alpini posti alla base del massiccio:
- Rifugio Antelao - 1.796 m
- Rifugio Capanna degli Alpini - 1.386 m
- Rifugio Costa Piana - 1.610 m
- Rifugio Galassi - 2.018 m